# Bebo Moroni
Pour les articles homonymes, voir Moroni.
 (mai 2012).
Si vous disposez d'ouvrages ou d'articles de référence ou si vous connaissez des sites web de qualité traitant du thème abordé ici, merci de compléter l'article en donnant les références utiles à sa vérifiabilité et en les liant à la section « Notes et références ».
 (février 2024).
La mise en forme du texte ne suit pas les recommandations de Wikipédia : il faut le « wikifier ».
Les points d'amélioration suivants sont les cas les plus fréquents. Le détail des points à revoir est peut-être précisé sur la page de discussion.
- Les titres sont pré-formatés par le logiciel. Ils ne sont ni en capitales, ni en gras.
- Le texte ne doit pas être écrit en capitales (les noms de famille non plus), ni en gras, ni en italique, ni en « petit »…
- Le gras n'est utilisé que pour surligner le titre de l'article dans l'introduction, une seule fois.
- L'italique est rarement utilisé : mots en langue étrangère, titres d'œuvres, noms de bateaux, etc.
- Les citations ne sont pas en italique mais en corps de texte normal. Elles sont entourées par des guillemets français : « et ».
- Les listes à puces sont à éviter, des paragraphes rédigés étant largement préférés. Les tableaux sont à réserver à la présentation de données structurées (résultats, etc.).
- Les appels de note de bas de page (petits chiffres en exposant, introduits par l'outil «  Source ») sont à placer entre la fin de phrase et le point final[comme ça].
- Les liens internes (vers d'autres articles de Wikipédia) sont à choisir avec parcimonie. Créez des liens vers des articles approfondissant le sujet. Les termes génériques sans rapport avec le sujet sont à éviter, ainsi que les répétitions de liens vers un même terme.
- Les liens externes sont à placer uniquement dans une section « Liens externes », à la fin de l'article. Ces liens sont à choisir avec parcimonie suivant les règles définies. Si un lien sert de source à l'article, son insertion dans le texte est à faire par les notes de bas de page.
- La présentation des références doit suivre les conventions bibliographiques. Il est recommandé d'utiliser les modèles {{Ouvrage}}, {{Chapitre}}, {{Article}}, {{Lien web}} et/ou {{Bibliographie}}. Le mode d'édition visuel peut mettre en forme automatiquement les références.
- Insérer une infobox (cadre d'informations à droite) n'est pas obligatoire pour parachever la mise en page.

Pour une aide détaillée, merci de consulter Aide:Wikification.
Si vous pensez que ces points ont été résolus, vous pouvez retirer ce bandeau et améliorer la mise en forme d'un autre article.
Umberto Morroni, connu sous le pseudonyme Bebo Moroni (né le 4 février 1959 à Rome et mort le 30 novembre 2022), était un journaliste et critique musical italien, connu pour sa créativité prolifique. Il a été professeur d'histoire de l’art et de Lettres modernes, animateur de radio, metteur en scène pour la télévision et le théâtre, producteur discographique, éditeur et dirigeant politique.

## Biographie

### L’activité de journaliste
Bebo Moroni commence sa carrière comme journaliste en 1975, à seulement seize ans, en collaborant au magazine Muzak dirigé par Giaime Pintor. De 1980 à 1984 il est rédacteur du magazine Roma Comune édité par la Municipalità Capitolina. En 1981 il est nommé rédacteur en chef et puis sous-directeur du magazine AudioGiornale. La même année il commence sa collaboration avec les magazines Suono et Stereoplay. De 1985 à 1992 il est chef de service et envoyé spécial du magazine Audio Review dont il devient, assez vite, le plus grand représentant. Avec son engagement il a contribué à favoriser le succès de la presse spécialisée italienne. Apprécié pour son originalité d’écriture, Bebo Moroni, devient une sorte d’« affaire » dans le panorama journalistique italien. En 1985 il collabore avec le quotidien Il Sole 24 ore où il gère sa rubrique dans le spécial culture de l’édition du dimanche. En 1988 il est engagé, par le quotidien La Stampa, de rédiger la page consacrée à la culture.
En 1987 il est correspondant, pour l’Europe méridionale, du célèbre magazine américain de musique et de reproduction audio à haute-fidélité, The Stereophile. Pendant cette période il travaille aussi pour le magazine de musique anglais à haute-fidélité, le Hi-Fi News & Record Review. En 1991, au début de la première guerre du Golfe, il écrit pour l’hebdomadaire Avvenimenti des articles sur la technologie des armements. En 1992 la maison d’édition Conti Editori de Bologna lui confie la direction de deux magazines italiens de musique et haute-fidélité, Suono et Stereoplay. En 1994, il fonde la maison d’édition Edizioni Voltaire qui rachète, de la Conti Editore, les magazines Suono, Stereoplay, DAC, MP Microcomputers et L’Annuario del Suono. Dans cette période il fonde les magazines Spirits et Epicure consacrés à l’art du bien boire et vivre. Malheureusement, à la suite de problèmes de la maison d’édition, de ces magazines ne sortiront que les numéros zéro.
Il est élu PDG de la nouvelle maison d’édition Edizioni Voltaire, fonction qu’il gardera jusqu’à 1997 avec celle d’éditeur. En 1997 il démissionne de toutes ses fonctions sauf celle de Senior Editor du magazine Suono. En 1998 il est nommé directeur de la revue littéraire Officine Kappa.
En 1999 il quitte définitivement Suono pour fonder le magazine online videohifi.com dont il est encore le directeur. De 2000 à 2002 il écrit trois rubriques mensuelles du magazine Digital Audio, entre autres sa rubrique de critique télévisuelle Pollice D’Ascolto. En 2001 il entame sa collaboration avec le mensuel L’Orologio (Argò Editore) et avec la maison d’édition Edizioni Sallorenzo pour le magazine international de haute-couture et bon vivre, Audrey, et le magazine Gioielli. En 2003 il est nommé directeur responsable des deux magazines, fonction qu’il gardera jusqu’à leur cession à une maison d’édition étrangère. En même temps, il collabore avec le mensuel Angeli. De 2005 à 2010 il est éditeur de la maison Blu Press de Terni.
Dans ces années il est aussi auteur des rubriques Fedeltà del suono et Le Guide di Fedeltà del suono. En 2008 la RSI (Radio Télévision de la Suisse italienne) lui confie la célébration du 30e anniversaire de la naissance du disque compact, un événement aussi diffusé, ensuite, dans les autres émissions du Canton. En septembre 2009 il est éditeur du premier magazine italien entièrement digital, The Absolute Audiophile (TAA) avec ses versions en italien, anglais et chinois. De décembre 2011 jusqu’à aujourd’hui il est directeur éditorial du site web Planet Gourmet. Il a également collaboré avec d’autres quotidiens, L’Unità, Paese Sera, Liberazione, USA Today. Ses articles ont été publiés en Angleterre, États-Unis, Allemagne, Pays-Bas, Belgique, France, Suisse, Danemark, Suède, Finlande, Russie, Japon, Chine, Australie, Nouvelle-Zélande, Argentine, Uruguay et Brésil.

### Autres activités littéraires
De 1976 à 1978 il collabore avec Marco Lombardo Radice au roman Porci con le ali. En 1993 la Philips lui commande la rédaction de l’histoire officielle de la marque Marantz, publiée en hollandais, anglais, allemand, français, suédois, japonais, chinois et italien. En 1995 il écrit l’histoire de la marque allemande de jouets Marklin, publiée en Italie et en Allemagne. En 1997 le peintre et dessinateur Tanino Liberatore lui commande un conte pour illustrer son anthologie de dessins et peintures érotiques. Le conte  “Le domain de la chair”, publié d’abord à Paris, chez Albin Michel, sera édité, ensuite, dans le monte entier. Entre 1998 et 2000 il écrit, pour Tanino Liberatore, le scénario de douze bandes dessinées - L’Echo de la savane, Paris édition Hachette/Filipacchi. Pendant cette période il publie, pour le mensuel Officine, ses douze récits. À partir du 1er janvier 2012, soit le magazine français L'Écho que celui italien Il Male reprennent leurs publications des histoires de Moroni et Liberatore en bandes dessinées.

### L’activité plurimédia
En 1974 il fonde Radio Roll, la quatrième radio privée de Rome, en ordre chronologique de naissance. En 1976 il est programmateur pour l’émission Fatti e Misfatti de RadioDue. En 1978 Vittorio Zivelli, le “Discobolo” lui confie l’émission de peak-time Spazio X, toujours pour RadioDue, une émission qu’il animera jusqu’à 1981. En 1982 il est metteur en scène pour l’émission Soundtrack. En 1983 il est responsable de la mise en scène de l’émission Questa sera Parliamo Di… de RaiTre, mais aussi, programmeur – metteur en scène de l’émission Il Pollice, toujours sur RaiTre. En 1986 il est, pour RaiStereoUno, metteur en scène de l’émission Tu Mi Senti et animateur de l’émission Superstereouno. En 1988 il est un des fondateurs, ainsi que directeur technique et artistique, du premier réseau radiophonique national, Italia Radio. En 2010 il reprend la radio, il est animateur de vingt épisodes de la célèbre émission “Notturno Italiano” de Rai Internazionale.

### L’activité de créateur, metteur en scène et producteur artistique/musical
En 1980 il fonde le groupe Luxembourg qui gagne, cette même année, le Festival Nazionale del Rock à Rome. Le groupe joue d’abord dans les théâtres, les plus importantes de la capitale (Olimpico, Savoia, Tendastrisce), ensuite, une fois obtenu le contrat avec la maison de disques RCA, il commence son tour pour l’Italie. En 1981 il est metteur en scène, ainsi que décorateur et costumier, de l’opéra pour enfants Imago avec les musiques de Hindemith, Britten, Bussotti et Lucci. L’œuvre a été représentée à Rome soit au théâtre Parioli, pour la saison décentralisée de l’Accademia Nazionale di Santa Cecilia qu'au Teatro Olimpico pour la "Primavera Romana" de l’Accademia Filarmonica de Rome. De 1982 à 1984 il est producteur et membre du groupe “La Stanza della Musica” (RCA puis Philips/Polygram).
En 1987 il fonde la maison Audio Records. Ses douze disques de musique classique ont eu un grand succès, ainsi que des prix très prestigieux et appréciations internationales. En particulier, il ne faut pas oublier  “Visioni del ‘900" qui a gagné le prix “Diapason d’Or”.
Dans ce disque, enregistré dans l’Église de Notre-Dame des Neiges à Alpe d’Huez, Livia Mazzanti joue le célèbre orgue, dessiné en forme de main par l'architecte Jean Marol sur un projet phonique de l'organiste-compositeur Jean Gillou, sur les notes de la musique de Hindemit, Schoenberg, Messiaen et Scelsi. En 1995 il fonde la maison Café Voltaire. L’année suivante la EMI lui confie la production artistique de “La Discoteca del Suono” en collaboration avec Café Voltaire.
En 1998, avec sa femme Giusi Cataldo, il organise la manifestation en trois jours "Palermo Contro la Pena di Morte", patrocinéé par la Mairie de Palermo et par Amnesty International.  Pendant la manifestation il présente la version théâtrale du radio drame "Twelve Hungry Men" de Reginald Rose tiré du film La parola ai giurati de Sidney Lumet. En  2009 il est producteur du groupe Sick for Milk de Rome.
Cette année la maison de disques Liberty Records de Los Angeles inclut, dans un disque qui contient les nouvelles tendances rock, la chanson “Salt Water”.

### L’activité de professeur
De 1979 à 1986 il est professeur d’Histoire de l’Art et de Littérature Italienne au lycée Donatello de Rome. De 1987 à 1989 il fait le tour d’Italie avec la “Scuola di Ascolto” patrociné par Audio Review et E.S.B. Il collabore plusieurs fois avec le I.E.D. (Istituto Europeo di Design).

### Autres activités
En 1974-1975 il est ouvrier chez Miscellanea Farm, Fulham Rd, à Londres. De 1977 à 1978 il est assistant du peintre Mario Schifano. En 1989 il est le seul membre européen à être élu au “directory board” de l’Academy for Advancement of High End Audio & Video (AAHEA), qui attribue les “Golden Note Awards”, les Oscar pour la discographie. En 1998 il obtient les Master C.E.D.I.A, Las Vegas, U.S.A., ISF (Image Science Foundation) New York, U.S.A., et les Master de premier et deuxième niveau LucasFilm THX, San Francisco.